# Guerre des Paysans allemands
Pour les articles homonymes, voir Guerre des Paysans.
Batailles
Bataille de Frankenhausen
La guerre des Paysans allemands (en langue allemande : Deutscher Bauernkrieg) est un conflit social et religieux qui a eu lieu dans le Saint-Empire romain germanique entre 1524 et 1526 dans diverses régions aujourd'hui réparties entre cinq pays européens. Elle se déroula géographiquement en Souabe, Bade, Palatinat, Hesse, Thuringe (Allemagne actuelle), au Tyrol, dans le pays de Salzbourg, en Carinthie (Autriche actuelle) en Alsace, Lorraine, Franche-Comté (France actuelle), dans les cantons de Bâle, Berne, Lucerne et les Grisons (Suisse actuelle) ainsi que dans le Trentin-Haut-Adige (Italie actuelle). On l’appelle en allemand le soulèvement de l’homme ordinaire (Erhebung des gemeinen Mannes), la révolution de l'homme du commun (Revolution des gemeinen Mannes). En français, on trouve aussi la forme "révolte des Rustauds".
Cette vaste insurrection s'est structurée progressivement, à la suite d'un profond mécontentement social et politique des paysans et artisans des campagnes. Ce dernier s'est manifesté dans un premier temps par les conjurations antiseigneuriales du Bundschuh (« soulier à lacet », symbole des paysans par opposition à la botte seigneuriale). Ces rébellions locales ont été particulièrement vivaces de 1493 à 1517, notamment celles conduites par le meneur badois Joss Fritz. Au sujet du Bundschuh comme de la guerre des Paysans, on a pu établir des rapprochements avec des phénomènes antérieurs en Europe : la révolte des Lollards, en Angletterre, ainsi que celle des Hussites en Bohême. L'innovation intellectuelle et spirituelle liée à la réforme protestante procure un nouvel élan, et un argumentaire revendicatif rénové, appuyé sur les Évangiles tels qu'ils ont été relus par le mouvement réformateur.  

## Naissance du mouvement
Après la longue gestation des Bundschuhe, la dynamique insurrectionnelle éclate en juin 1524 dans le sud du pays de Bade, près de Schaffhouse, lorsque des paysans refusent à leurs seigneurs une corvée de ramassage de coquilles d'escargots jugée abusive. Ils obtiennent le soutien de Balthazar Hubmaïer, curé de Waldshut converti à la Réforme et signent un traité d’assistance mutuelle (15 août 1524) conciliant les objectifs sociaux et religieux. La révolte se développe durant l’hiver en Souabe, en Franconie, en Alsace et dans les Alpes autrichiennes. Les paysans prennent des châteaux et des villes (Ulm, Erfurt, Saverne).
Les paysans énoncent des revendications religieuses (élection des prêtres par les paroissiens, prêches conformes au texte évangélique), économiques et sociales (meilleure utilisation des impôts, suppression du servage, liberté de pêche et de chasse, retour à la commune des terres communales spoliées, tribunaux non soumis aux seigneurs, suppression de la mainmorte). Ces revendications sont exprimées dans le manifeste des XII Articles du maître cordier Sébastien Lotzer de Memmingen : il dénonce les dîmes détournées de leur objet, le passage de la rente foncière au faire-valoir direct et réclame des réformes, sans remettre fondamentalement en cause (à quelques exceptions près), le système seigneurial.
On estime généralement qu’environ 300 000 paysans se révoltèrent, et que 100 000 furent tués.

## Causes politiques
« Als Adam grub und Eva spann, wo war denn da der Edelmann? »

« Quand Adam bêchait et Ève filait, où donc était le seigneur ? » — dicton cité par les insurgés de la guerre des Paysans.
Les causes sont multiples, d’abord politiques. Au XVIe siècle, le Saint-Empire romain germanique se trouve éclaté en une multitude de seigneuries féodales, particulièrement en Allemagne du sud, et surtout en Souabe, provoquant des rivalités locales, des protectionnismes commerciaux, autant de freins à tout développement économique. Les problèmes des paysans s’inscrivent dans une époque, dans un terroir, dans les réalités de tel ou tel seigneur foncier. Dans le même temps, l'exercice du droit dans les tribunaux locaux glisse imperceptiblement de l'ancien droit, dans lequel les problèmes sont traités selon les traditions d'équité (cf. common law anglo-saxonne), vers un nouveau droit plus normé, prononcé par des juristes au service des princes et de l'aristocratie terrienne. Le mouvement de désobéissance civile, qui n'est qu'en partie insurrectionnel, présente, sur l'ensemble des territoires concernés — et malgré leur distance — de nombreux points communs, dont les plus importants sont les suivants :
- la revendication de liberté (« Freiheit ») : il ne s'agit pas seulement de la suppression du servage, mais que l'homme du commun soit désormais considéré par la noblesse et le clergé comme un partenaire pour la définition des places et de l'autonomie de chacun ;
- la revendication du droit divin (« Göttliches Recht ») : elle correspond à une demande d’éthique dans le droit civil et pénal, et la fin de l'arbitraire seigneurial. Cette éthique, selon les insurgés, ne peut être fondée que sur les principes moraux portés par le message évangélique.

### Situation des paysans
Les paysans sont la principale force de travail de l'époque, dans la féodalité composée du clergé, des maisons princières, de la noblesse, des fonctionnaires, et des bourgeois. Économiquement, le sort des paysans n'est pas uniforme : il y a des laboureurs riches et des pauvres. Mais la dîme qui pourvoit financièrement à la vie d'Église est régulièrement détournée par les pouvoirs temporels. Le nombre des bénéficiaires ne cesse d’augmenter : grande dîme, petite dîme sur les revenus et bénéfices. Les corvées se font également pesantes dans bien des cas.
Les problèmes économiques, les mauvaises récoltes et la pression des seigneurs terriens sont nuisibles aux paysans.
Le vieux droit oral est librement interprété par les propriétaires terriens voire ignoré. On exproprie des communes établies depuis des siècles, on réduit ou abolit des droits communautaires de pâture, d’abattage de bois, de pêche, de chasse.[réf. nécessaire]

### Situation dans l’Empire
La haute noblesse ne prête intérêt aux changements des conditions de vie des paysans que lorsque l'évolution perturbe voire menace ses avantages et privilèges. La basse noblesse, en déclin et en perte de prestige, peut se marginaliser, et de nombreux petits nobles tâchent de survivre par le pillage et le brigandage (les chevaliers brigands), ce qui accroît le fardeau des paysans.
Le clergé, face aux abus et aux critiques, impose généralement le statu quo. Le catholicisme, dans ce contexte, est un pilier du système féodal. L'Église et les ordres religieux sont eux-mêmes organisés en général de manière féodale, mais surtout les évêchés et les monastères sont bien souvent pris dans le jeu des relations féodales de par leurs possessions temporelles. Les recettes de l’Église viennent principalement des dons et offrandes, de la vente d’indulgences, de la dîme, de droits seigneuriaux. La dîme, dont la collecte peut être confiée à des nobles, est pour ceux-ci également une occasion d'abus et une source importante de revenus.
Les seules tentatives de réforme visant à moderniser les structures féodales viennent de la bourgeoisie, mais restent mineures, les villes jouissant elles-mêmes de statuts privilégiés (les villes libres d'Empire), qui leur occasionnent des préoccupations à l'image de celles de la noblesse et du clergé.

## Réforme religieuse
L’Église connaît de considérables dysfonctionnements. Beaucoup de religieux, surnommés péjorativement curetons (Pfaffen), mènent une vraie vie de débauche en tirant profit tant des taxes et héritages de la population riche, que des taxes et dons des pauvres. À Rome, l’accès aux charges et dignités passe par le népotisme, le clientélisme et la corruption. En contradiction avec la lettre et l'esprit des préceptes évangéliques, les papes se conduisent en souverains, en chefs de guerre, en maîtres d’œuvre insatiables et en mécènes fastueux.
Ces abus suscitent les critiques de Hans Böhm, Jérôme Savonarole, puis de Luther. Quand le dominicain Johannes Tetzel sillonne l’Allemagne, en 1517, pour prêcher les indulgences sur l’ordre d’Albrecht, archevêque endetté de Mayence, et du pape Léon X, il parvient à en monnayer aux plus nécessiteux même : Luther se révolte alors et rédige ses 95 thèses, qu’il affiche, selon la légende, sur la porte de l’église de Wittemberg.
Dans ce mouvement de contestation, Zwingli, à Zurich, et Calvin, à Genève, soutiennent que chaque être humain peut trouver son chemin vers Dieu et le salut de son âme sans l’intermédiaire de l’Église. Ils ébranlent ainsi les prétentions absolutistes de l’Église romaine et valident les critiques de la population : le clergé, oublieux de sa doctrine, perd toute légitimité.
La critique de Luther est plus radicale, dans son écrit sur la liberté d’un chrétien (1520) : « Un chrétien est le maître de toutes choses et n'est le sujet de personne ». Cette argumentation et sa traduction en allemand du Nouveau Testament, en 1522, sont les déclics décisifs pour le soulèvement de la population des villages. Les gens simples peuvent désormais mettre en cause les prétentions de la noblesse et du clergé, jusque-là justifiées par la volonté de Dieu. La terrible situation des paysans n’a aucun fondement biblique et les empiètements des propriétaires fonciers sur l’Ancien Droit sont en contradiction avec le véritable droit divin car Dieu fait pousser plantes et animaux, sans intervention humaine, et pour l’ensemble des hommes. Et on peut désormais revendiquer l'égalité des droits entre tous les hommes, paysans, nobles, ou clercs.
Luther, voyant la révolte paysanne se retourner contre ses appuis seigneuriaux, condamna les soulèvements de 1525 dans une courte brochure d'une rare violence, véritable appel au massacre, intitulée Contre les meurtriers et les hordes de paysans voleurs, dans laquelle il écrit :

« (…) tous ceux qui le peuvent doivent assommer, égorger et passer au fil de l'épée, secrètement ou en public, en sachant qu'il n'est rien de plus venimeux, de plus nuisible, de plus diabolique qu'un rebelle (…). Ici, c'est le temps du glaive et de la colère, et non le temps de la clémence. Aussi l'autorité doit-elle foncer hardiment et frapper en toute bonne conscience, frapper aussi longtemps que la révolte aura un souffle de vie. (…) C'est pourquoi, chers seigneurs, (…) poignardez, pourfendez, égorgez à qui mieux mieux. »

## Responsables
Beaucoup de simples paysans osent se soulever contre leurs seigneurs à cause de leurs conditions de soumission, aussi variées soient-elles. La classe supérieure villageoise est la première à vouloir des changements. Les responsables de communautés, les juges de campagne, les artisans de village, les bourgeois des champs (résidant en petites villes), soutiennent la révolte et, un peu partout, poussent les paysans pauvres à rejoindre les bandes de paysans.
D’eux-mêmes, les paysans veulent d’abord réinstaurer les anciens droits traditionnels et mener une vie digne d’un être humain et, pour le reste, dans le respect de Dieu. Leurs revendications secouent les fondements de l’ordre social existant : réduction des charges, abolition du servage.

## Historique

### Insurrections antérieures
La situation des paysans, en détérioration constante, est à l’origine de nombreux conflits régionaux bien avant 1524. Le mécontentement paysan grossit sur plusieurs décennies. Il se manifeste dans un grand nombre de soulèvements régionaux (des jacqueries) provoqués par la situation générale aggravée par des problèmes annexes locaux. Parmi les très nombreuses petites actions de protestation, on retient les insurrections suivantes, impliquant le monde paysan ou le concernant :
- depuis 1291, rébellion de la confédération des nobles contre les Habsbourg ;
- 1419-1420 et 1433-1434, guerre des Hussites en Bohême ;
- 1476 : révolte autour de Hans Böhm, en Franconie ;
- 1478 : insurrection en Carinthie ;
- 1492 : émeutes en Allgäu ;
- 1493 : conspiration Bundschuh en Alsace ;
- 1502 : conspiration Bundschuh à Spire ;
- 1513 : conspiration Bundschuh en Brisgau ;
- 1514 : soulèvement du Pauvre Conrad en Wurtemberg ;
- 1517 : conspiration Bundschuh en Forêt-Noire ;
- 1522-1523 : mutinerie des chevaliers au Palatinat…

Les bourgeois de nombreuses villes avancent également des revendications, se solidarisant parfois avec les paysans : Erfurt en 1509, Ratisbonne en 1511, Brunswick, Spire, Cologne, Schweinfurt, Worms, Aix-la-Chapelle, Osnabrück, etc.
Presque tous les soulèvements de paysans sont réprimés par la force. Le long soulèvement des paysans montagnards suisses vient juste de s’achever par un succès. Mais la situation des paysans ne s’en améliore d’aucune façon. Les représailles sont la suite la plus fréquente.

### Escalade de 1524

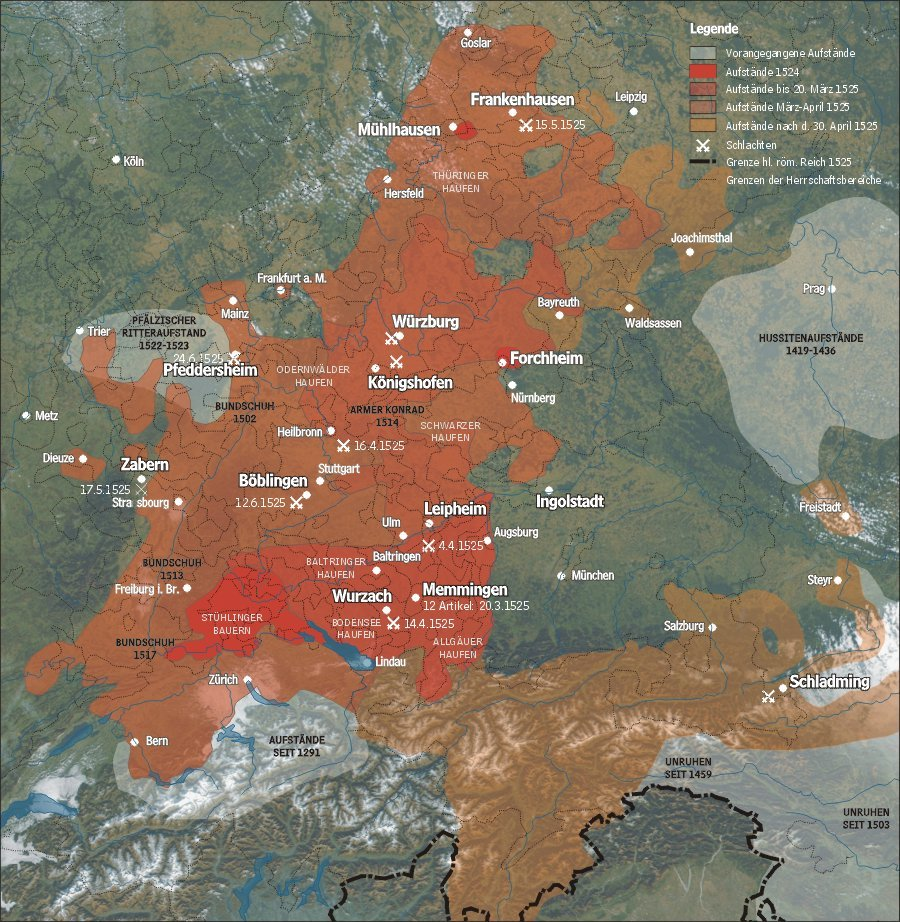
Localisation du mouvement.

En 1524, des troubles surgissent à nouveau près de Forchheim, à proximité de Nuremberg, puis à Mühlhausen, près d’Erfurt. En octobre 1524, les paysans se soulèvent à Wutachtal, près de Stühlingen. Peu de temps après, 3 500 paysans font route vers Furtwangen. En Haute-Souabe, entre décembre 1524 et février 1525, trois nouvelles régions entrent dans le mouvement :
- « Bande de Baltringen » : entre 7 000 et 10 000 hommes[3] ;
- « Bande de l'Allgäu » : 8 000 hommes[3] ;
- « Bande du lac de Constance » : 12 000 hommes[3].

En mars 1525, ces trois mouvements s'unissent pour former « l'Union chrétienne de la Haute-Souabe » qui devient l'une des créations politiques les plus importantes du mouvement paysan selon l'historien Scott Scribner.
Les XII Articles deviennent alors le programme politique de cette union adoptés au fur et à mesure que la rébellion s'étend à d'autres régions. On peut voir aisément que certains de ces articles sont reliés aux enseignements de M. Luther et U. Zwingli.

### Les XII Articles
Les trois bandes de Haute Souabe veulent une amélioration de leurs conditions de vie, sans guerre. Ils entrent en négociation avec la Ligue de Souabe (ou Alliance souabe). Cinquante de leurs représentants se réunissent dans la ville impériale libre de Memmingen, dont la bourgeoisie sympathise avec les paysans. Les dirigeants des trois troupes cherchent à formuler les revendications paysannes et à les appuyer par des arguments tirés de la Bible. Le 20 mars 1525 voit l’adoption des Douze Articles et du règlement de leur fédération, à la fois recours, programme de réforme et manifeste politique. Sur le modèle de la Confédération suisse, les paysans fondent la confédération de Haute Souabe : les bandes doivent à l’avenir se porter garantes les unes des autres, au contraire des soulèvements précédents. Les deux textes sont vite imprimés en quantité et distribués pour un élargissement rapide du soulèvement dans tout le Sud de l’Allemagne et au Tyrol. La fondation de la confédération de Haute-Souabe est présentée à l’Alliance souabe, à Augsbourg, dans l’espoir de la faire participer aux négociations en tant que partenaire de même poids. Après différents pillages et l’assassinat de Weinberg, les nobles, unis dans la Ligue de Souabe, n’ont aucun intérêt à participer à des négociations. La famille marchande Fugger, d’Augsbourg, subventionne Georg Truchsess de Waldburg-Zeil, surnommé Bauernjörg, qui, avec une armée de 9 000 charretiers et 1 500 chevaliers en armure, veut écraser les paysans armés surtout de faux et de fléaux.

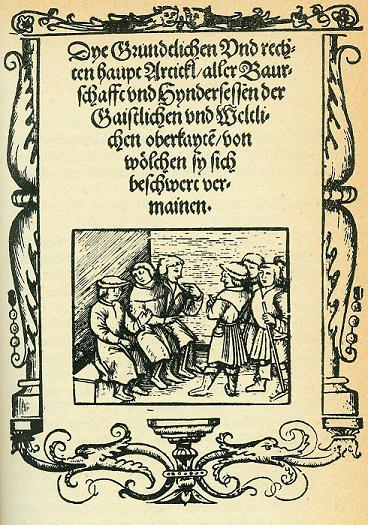
Frontispice d'un prospectus des « 12 articles ».

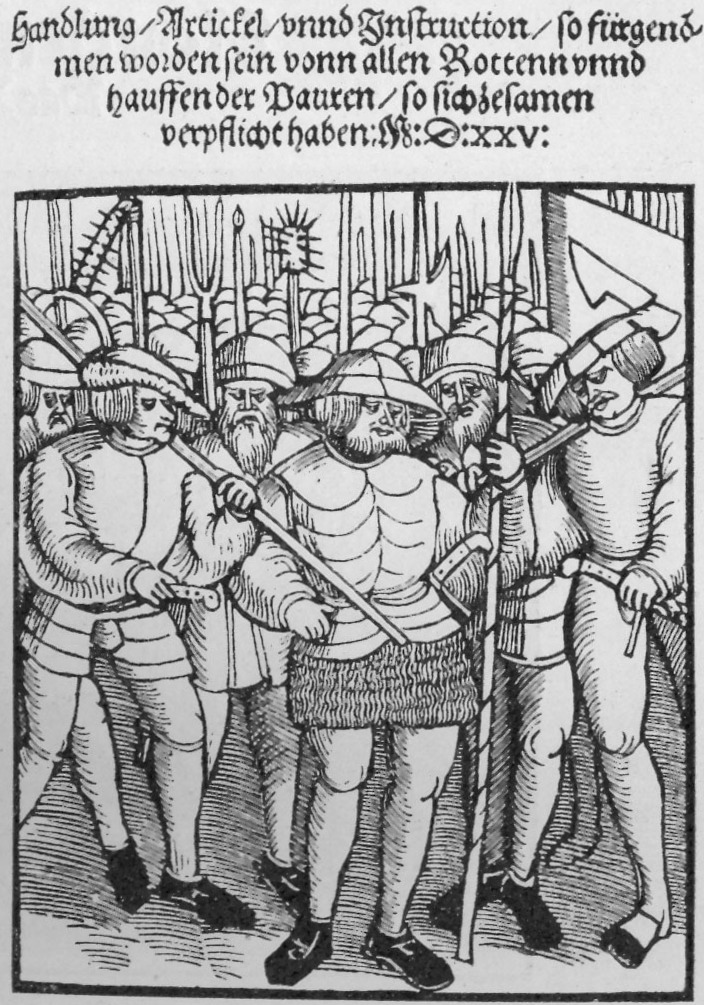
Soldats et paysans lisent le prospectus pour connaître les 12 articles.

La négociation des 12 articles est le pivot de la guerre des paysans : leurs revendications y sont, pour la première fois, formulées de manière uniforme et fixées par écrit. Les paysans se présentent, pour la première fois, solidaires contre les autorités. Jusque là, les soulèvements échouaient principalement à cause de l’éclatement de l’insurrection et des soutiens insuffisants. Toutefois, si les paysans n’avaient pas négocié avec l’Alliance souabe, mais occupé un territoire plus important, ils auraient difficilement pu être battus en raison de leur supériorité numérique et leurs revendications auraient été prises plus au sérieux.
1. Chaque communauté paroissiale a le droit de désigner son pasteur et de le destituer s’il se comporte mal. Le pasteur doit prêcher l’évangile, précisément et exactement, débarrassé de tout ajout humain. Car c’est par l’Écriture qu’on peut aller seul vers Dieu, par la vraie foi.
2. Les pasteurs sont rémunérés par la grande dîme (impôt de 10 %). Un supplément éventuel peut être perçu pour les pauvres du village et pour le règlement de l’impôt de guerre. La petite dîme est à supprimer parce qu’inventée par les hommes puisque le Seigneur Dieu a créé le bétail pour l’homme, sans le faire payer.
3. La longue coutume du servage est un scandale puisque le Christ nous a tous rachetés et délivrés sans exception, du berger aux gens bien placés, en versant son précieux sang. Par l’Écriture, nous sommes libres et nous voulons être libres.
4. Il est contraire à la fraternité et à la parole de Dieu que l’homme pauvre n’ait pas le pouvoir de prendre du gibier, des oiseaux et des poissons. Car, quand le Seigneur Dieu a créé les hommes, il leur a donné le pouvoir sur tous les animaux, l’oiseau dans l’air comme le poisson dans l’eau.
5. Les seigneurs se sont approprié les bois. Si l’homme pauvre a besoin de quelque chose, il doit le payer au double de sa valeur. Donc tous les bois qui n’ont pas été achetés reviennent à la communauté pour que chacun puisse pourvoir à ses besoins en bois de construction et en bois de chauffage.
6. Les corvées, toujours augmentées et renforcées, sont à réduire de manière importante comme nos parents les ont remplies uniquement selon la parole de Dieu.
7. Les seigneurs ne doivent pas relever les corvées sans nouvelle convention.
8. Beaucoup de domaines agricoles ne peuvent pas supporter les fermages. Des personnes respectables doivent visiter ces fermes, les estimer et établir de nouveaux droits de fermage, de sorte que le paysan ne travaille pas pour rien car tout travailleur a droit à un salaire.
9. Les punitions par amende sont à établir selon de nouvelles règles. En attendant, il faut en finir avec l’arbitraire et revenir aux anciennes règles écrites.
10. Beaucoup se sont approprié des champs et des prés appartenant à la communauté : il faut les remettre à la disposition de la communauté.
11. L’impôt sur l’héritage est à éliminer intégralement. Plus jamais veuves et orphelins ne doivent se faire dépouiller ignoblement.
12. Si quelque article n’est pas conforme à la parole de Dieu ou se révèle injuste, il faut le supprimer. Il ne faut pas en établir davantage qui risque d’être contre Dieu ou de causer du tort à son prochain.

## Déroulement

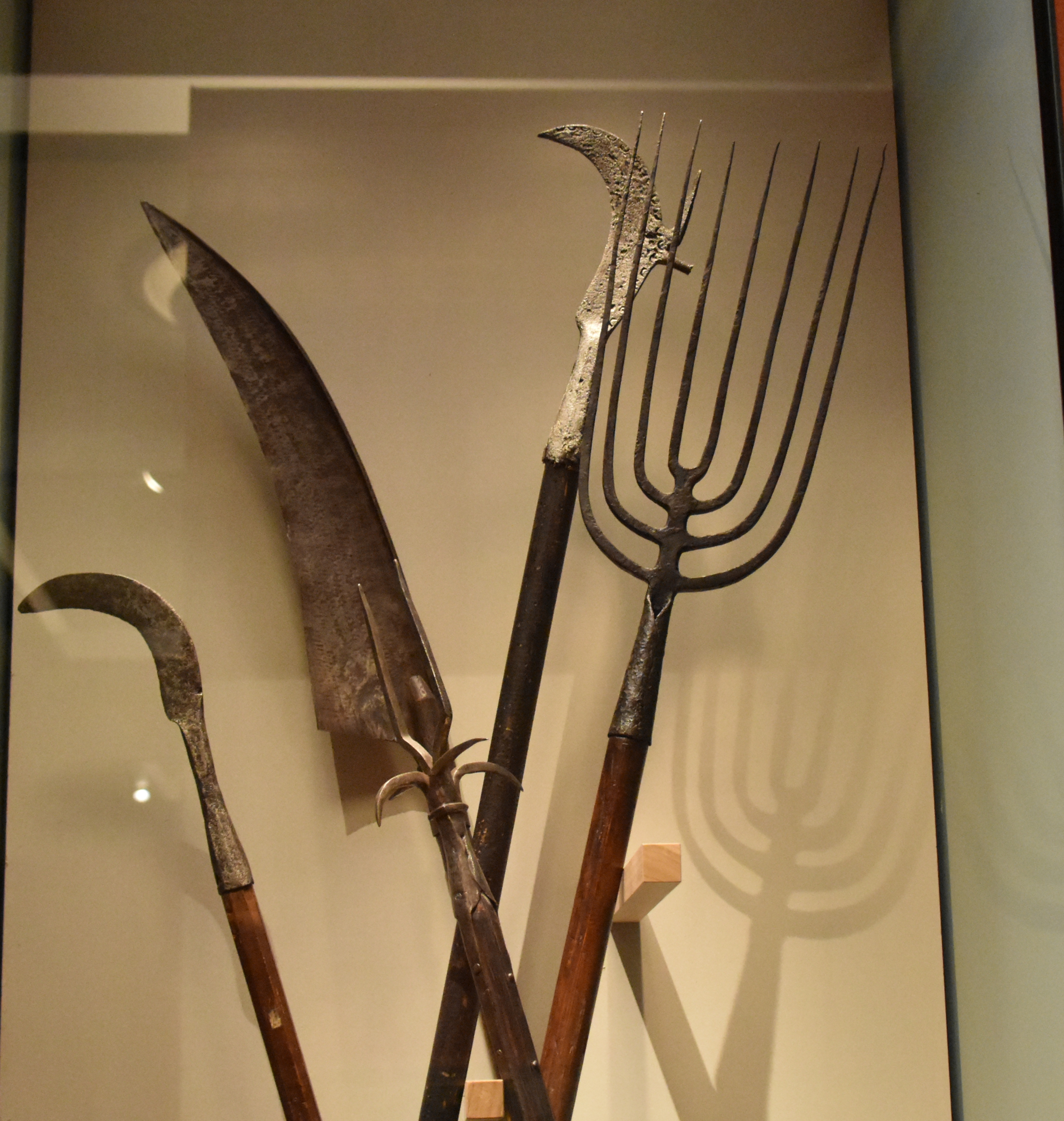
Armes paysannes d'époque.

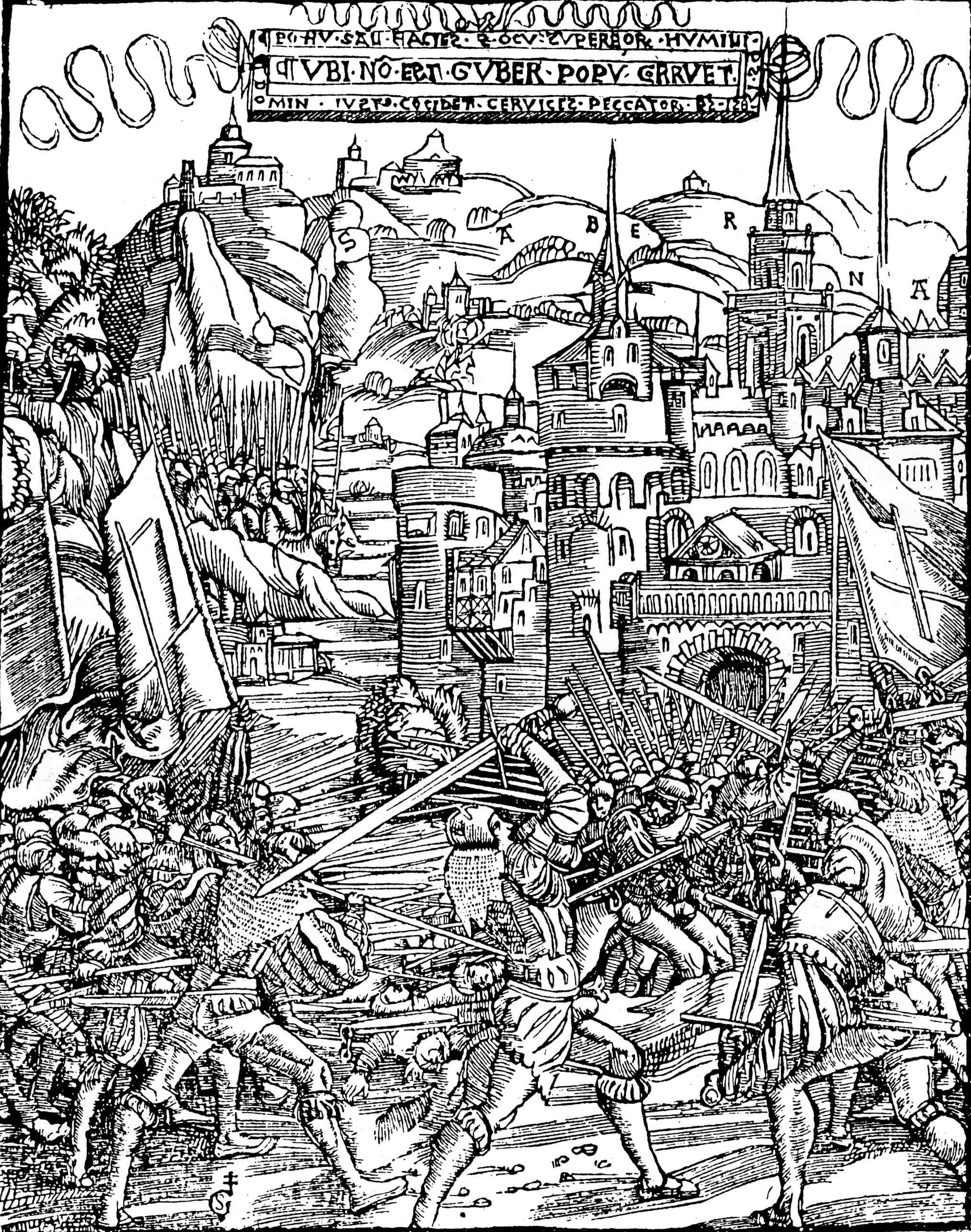
La bataille contre les Rustauds (Gravure de Gabriel Salmon illustrant le livre de Nicolas Volcyr de Serrouville, 1526).

Fin mars 1525, l’armée de Waldburg-Zeil s’assemble à Ulm. Un peu en aval, sur le Danube près de Leipheim, autour du prêcheur Jakob Wehe, quelque 5 000 paysans pillent les environs du cloître et les propriétés nobles. L’armée de la Ligue de Souabe marche donc sur Leipheim où elle l’emporte le 4 avril sur la bande de Leipheim après avoir, en chemin, massacré quelques bandes de paysans pillards. La ville de Leipheim doit verser une amende. Wehe et les autres chefs de la bande sont exécutés.
Début avril également, les paysans se réunissent dans la vallée du Neckar (Neckartal) et l’Odenwald sous la direction de Jäcklein Rohrbach. La révolte touche l’Alsace à la mi-avril 1525. Rapidement, les insurgés contrôlent une grande partie du territoire alsacien. À Pâques 1525, le 16 avril, la bande de la Vallée du Neckar s’installe près de Weinsberg où le colérique Rohrbach laisse mourir le comte Ludwig de Helfenstein, gendre de l’empereur Maximilien Ier et détesté des paysans, et ses chevaliers d’antichambre. La mort très douloureuse des nobles, à coups de piques et de gourdins, entre dans l’histoire de la guerre des Paysans comme l’assassinat de Weinsberg. Elle marque de manière décisive l’image des paysans, tueurs et pilleurs, qui pousse de nombreux nobles à s’opposer à la cause paysanne. La ville de Weinsberg est condamnée à être incendiée, et Jäcklein Rohrbach brûlé vif. Après l’affaire de Weinsberg, ceux du Neckartal et de l’Odenwald s’unissent avec la bande de Taubertal (Bande Noire, commandée par le noble franconien Florian Geyer), pour former la puissante Bande de la Claire Lumière forte de près de 12 000 hommes. Elle se retourne, sous la direction du capitaine Götz von Berlichingen, contre les évêques de Mayence et de Wurtzbourg et l'électeur palatin.
Le 12 avril, les troupes de la Ligue de Souabe arrêtent la bande et la battent : les paysans sont désarmés et soumis à une lourde amende.
Le 13 avril, Truchsess avec son armée, doit se replier devant la Bande du Lac, très bien formée et entraînée militairement, et rencontre, le lendemain près de Wurzach, la Bande de l’Allgau. Il parlemente avec ses chefs et parvient à les convaincre d’abandonner leurs armes. Par le traité de Weingarten, le 20 avril, il accorde aux deux bandes quelques concessions, leur garantit le droit de se retirer librement et accepte un tribunal arbitral indépendant pour régler leurs conflits.
Le 16 avril, les paysans du Wurtemberg se rassemblent. La troupe de 8 000 hommes entre dans Stuttgart et continue en mai sur Böblingen.
La révolte se propage en Alsace et dans le duché de Lorraine, où l'Est du bailliage d'Allemagne rejoint l'insurrection.
Champion du catholicisme, fermé à toute remise en cause de l'ordre féodal, le duc Antoine de Lorraine met en place une expédition militaire dès la fin avril pour mater l’insurrection dans ses États. Les troupes lorraines sont ralliées par des mercenaires, (Espagnols, Albanais) ainsi que des forces de plusieurs autres princes des régions limitrophes qui lui en confient le commandement général : Champagne, Nassau-Sarrebruck, Suisse… Les 16 et 17 mai, les troupes menées par Antoine tuent environ 20 000 insurgés à Lupstein, Saverne et Neuwiller. Le 20 mai, la bataille de Scherwiller fait plus de 4 000 morts parmi les paysans. Le 24 mai, Antoine abandonne le combat après ces victoires décisives et les troupes lorraines sont de retour à Nancy qui leur réserve un accueil triomphal.
La répression se poursuit dans le Sud de l’Alsace. Les anabaptistes sont écrasés en Allemagne du Sud à Ulm par 5 000 mercenaires dirigés par Truchsess von Waldburg. Karlstadt se réfugie à Zurich auprès de Zwingli.
La bataille de Frankenhausen, le 15 mai 1525, est la plus significative des batailles de la guerre des Paysans. Les paysans insurgés de Thuringe, sous la direction de Thomas Müntzer, y sont complètement défaits par l'armée du landgrave de Hesse. Müntzer lui-même est fait prisonnier et amené le 27 mai à Mühlhausen, sur les fortifications de Heldrungen. Il y est torturé et décapité.
À Hall et à Gmünd également, des petites bandes se forment. 3 000 partisans pillent les monastères de Lorch et de Murrhardt, et laissent le château de Hohenstaufen en cendres. On pille aussi les monastères à Kraichgau et Ortenau et on incendie les châteaux.
Après le succès de Weingarten, l’armée Waldburg-Zeils passe dans la vallée du Neckar. Les paysans sont battus à Balingen, Rottenburg, Herrenberg et le 12 mai à Böblingen. Il en est de même le 2 juin à Königshofen pour la Bande du Neckartal et la Bande de l’Odenwald.
Le 23 mai, une troupe de 18 000 paysans du Brisgau et de la Forêt-Noire s’emparent de la ville de Fribourg-en-Brisgau. Fort de ce succès, le meneur, Hans Müller, veut courir en renfort à ceux qui assiègent Radolfzell, mais trop peu de paysans le suivent, la plupart préférant retourner s’occuper de leurs champs. La troupe est alors suffisamment réduite pour être battue peu après par l'archiduc Ferdinand d’Autriche. Waldburg-Zeil rencontre, le 4 juin près de Wurtzbourg, la Bande de la Claire Lumière formée de paysans franconiens. Abandonnés la veille par Götz von Berlichingen sous un prétexte quelconque, les paysans privés de leur chef n’ont aucune chance. En deux heures, 8 000 paysans sont tués.
Après cette victoire, les troupes de Bauernjörg se redirigent vers le sud et l’emportent en Allgäu, fin juillet, sur les derniers insurgés. En quatre mois, l’armée de George Truchsess de Waldburg-Zeil a parcouru plus de mille kilomètres.
De nombreuses autres petites révoltes sont tout autant défaites jusqu’en septembre 1525 où combats et répressions sont tous achevés. L’empereur Charles Quint et le pape Clément VII remercient la Ligue de Souabe pour son intervention.
À la fin de l’année 1525, la révolte est matée en Allemagne, puis l'été 1526 en Autriche, après la défaite du chef insurgé Michaël Gaismair à Radstadt.

## Conséquences
Les conséquences sont rudes pour les insurgés. Selon les estimations, pour la seule répression, 100 000 paysans trouvent la mort. Les insurgés survivants sont mis au ban de l'Empire et perdent donc tous leurs droits civiques et privés ainsi que les droits liés à leur fief : ce sont désormais des hors-la-loi. Les meneurs sont condamnés à mort. Les participants et ceux qui les ont soutenus ont à craindre les punitions des souverains qui se montraient déjà très cruels. Beaucoup de jugements parlent de décapitations, d’yeux arrachés, de doigts coupés et d’autres mauvais traitements. Celui qui s’en sort avec une amende peut s’estimer heureux, même si les paysans ne peuvent payer les amendes à cause des impôts élevés. Des communes entières sont privées de leurs droits pour avoir soutenu les paysans. Les juridictions sont partiellement perdues, les fêtes sont interdites, les fortifications urbaines rasées. Toutes les armes doivent être livrées. Le soir, la fréquentation des auberges villageoises n’est plus autorisée.
Pourtant, la guerre des Paysans, dans un certain nombre de régions, a des répercussions positives, aussi minces soient-elles. Dans certains domaines, les dysfonctionnements sont supprimés, par traité, dans les cas où l’insurrection s’est faite sur la base de conditions plus difficiles (comme à Kempten). La situation des paysans s’améliore nettement dans beaucoup d’endroits puisque les impôts ne sont plus à verser uniquement aux propriétaires terriens mais aussi directement au souverain.
La défaite des paysans marque le début de l’accroissement patrimonial des chefs militaires nobles victorieux. Georg Truchsess von Waldburg-Ziel obtient des terres en Haute-Souabe. Le capitaine de campagne Sebastian Schertlin von Burtenbach se dédommage sur les vaincus pour payer la solde de ses charretiers.
Les associations de paysans indépendantes, comme celle du tyrolien Michael Gaismair, sont condamnées au secret pour plusieurs années. De nombreux paysans proscrits survivent pendant des décennies en tant que bandes de brigands dans les forêts. De cette époque date une série d’histoires sur l’origine de ces bandes. Mais il n’y a plus de soulèvement important. Pendant trois cents ans, les paysans ne se révolteront presque plus. C’est seulement avec la révolution de mars 1848-1849 que peuvent s’imposer les objectifs formulés en 1525 dans les 12 articles.
Les conséquences socio-économiques de la perte de 100 000 paysans, ou 130 000 selon d’autres estimations, sont considérables et préparent le marasme de la guerre de Trente Ans.
Le Chant du Rosemont, ballade en patois roman qui célébrait le souvenir de cette épopée dans le nord de la Franche-Comté, est parvenu jusqu’à nous par la tradition orale (voir seigneurie du Rosemont).

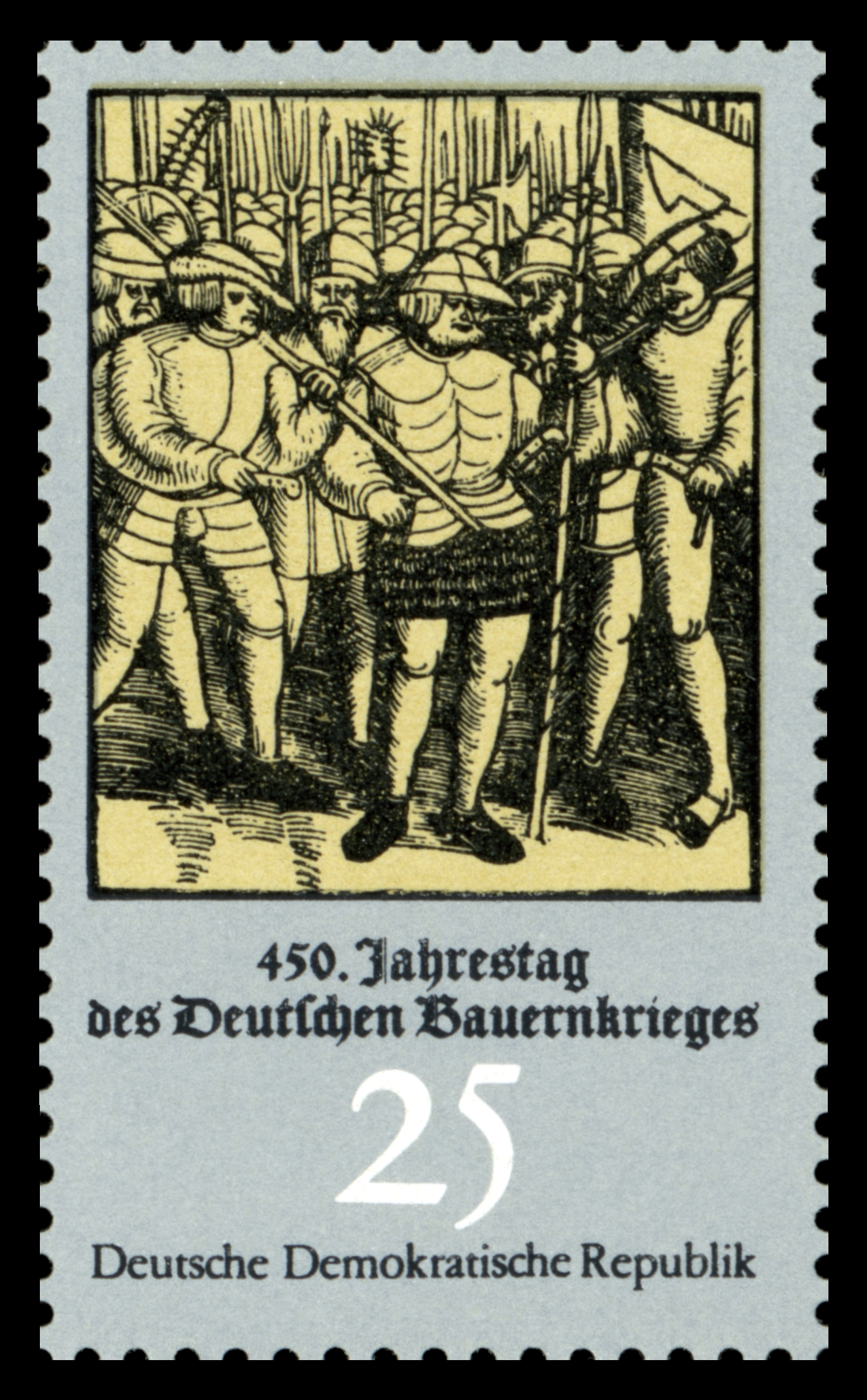
Troupe paysanne
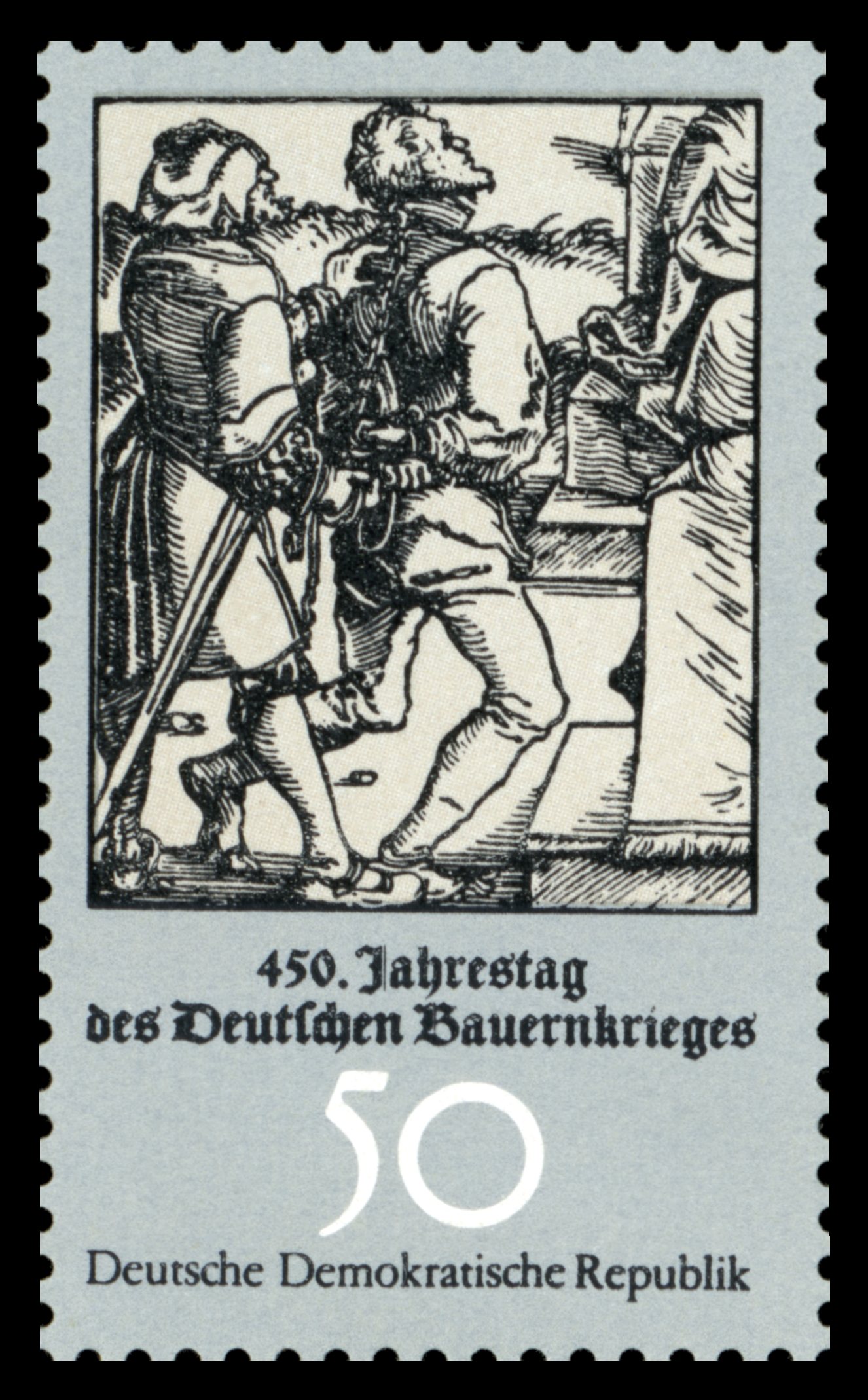
Paysan révolté prisonnier
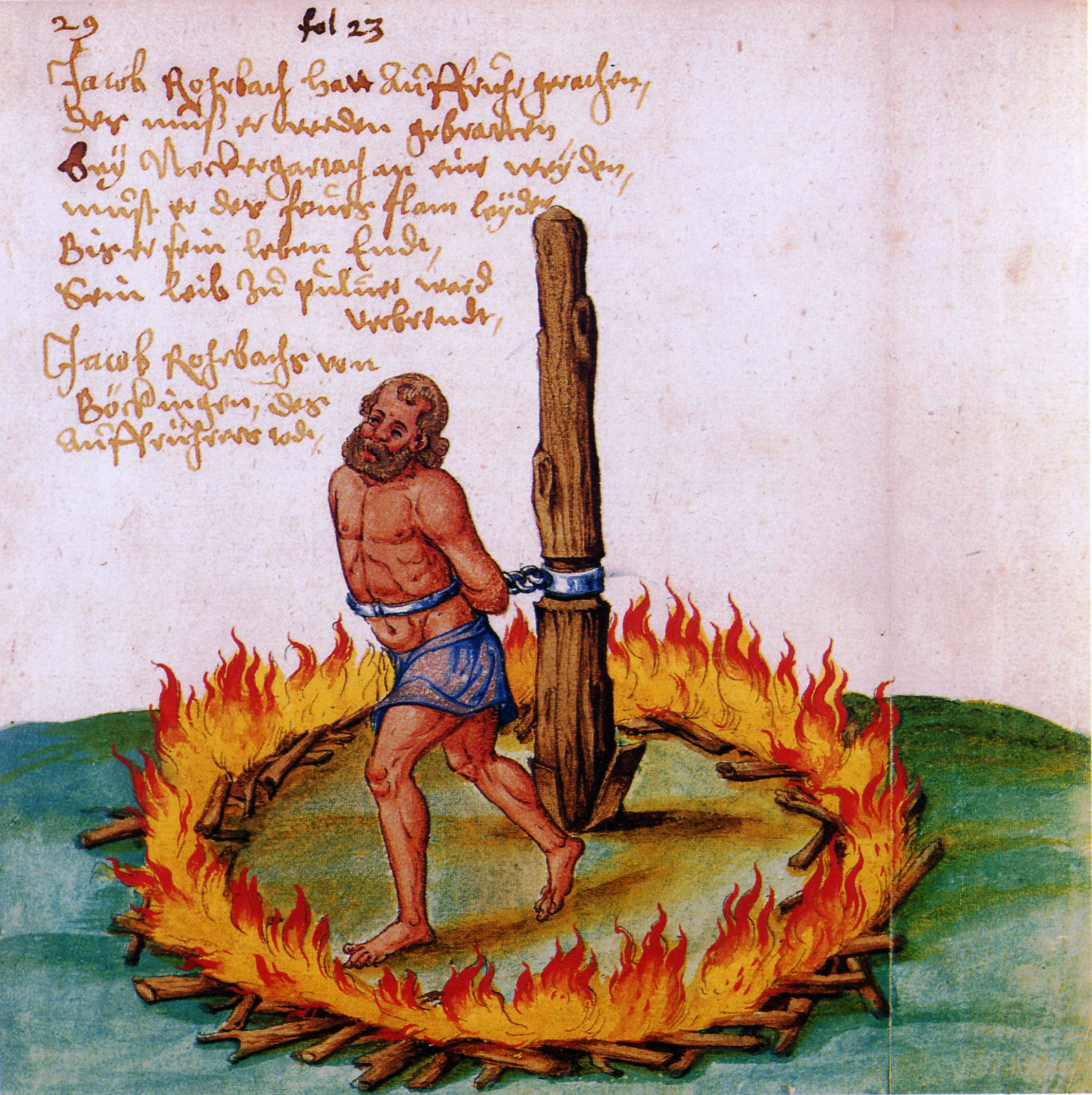
Supplice d'un meneur de la guerre des Paysans (Jäcklein Rohrbach)
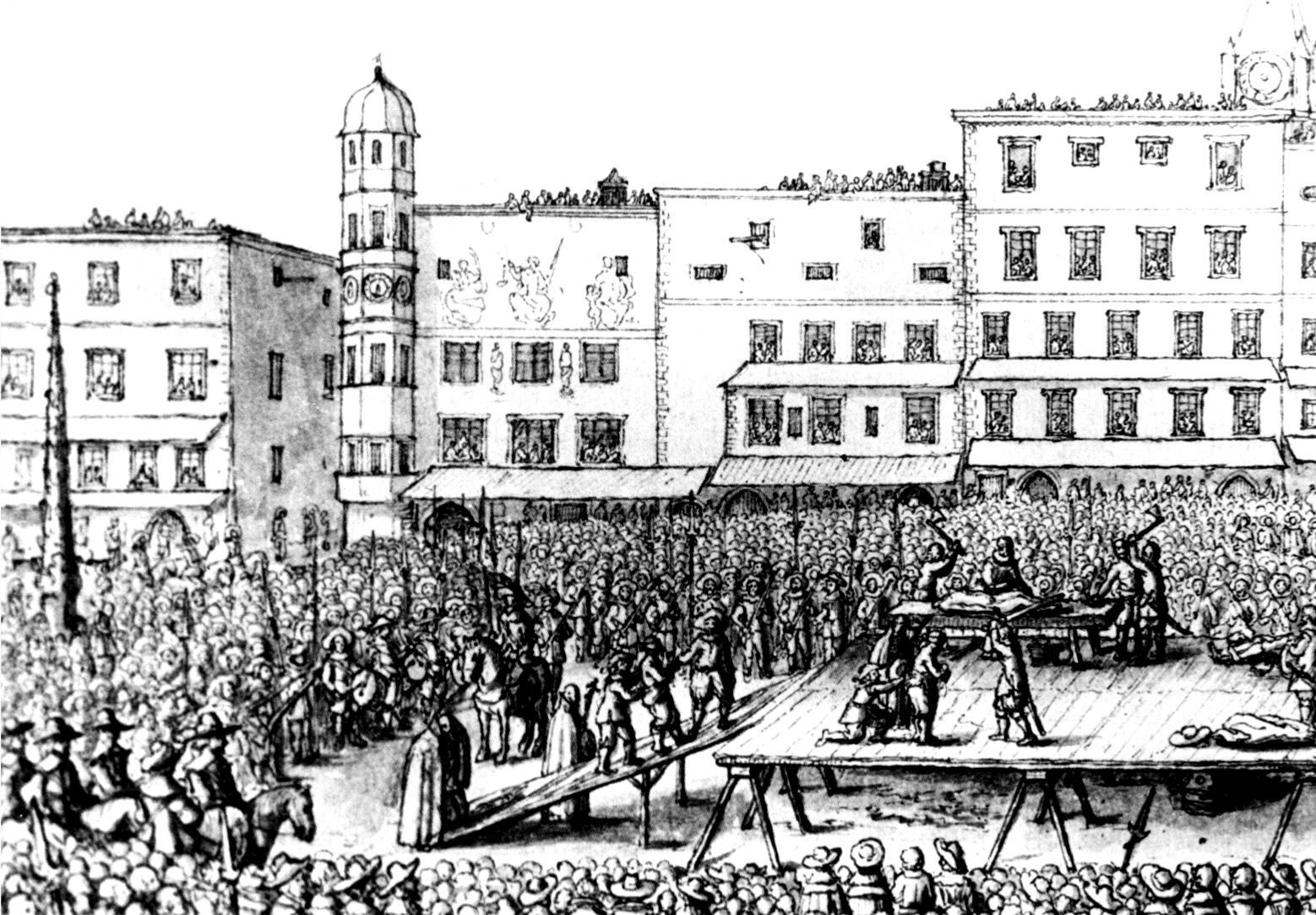
Supplice de Martin Aichinger et de ses compagnons, Linz

## Guerre des Paysans et religion

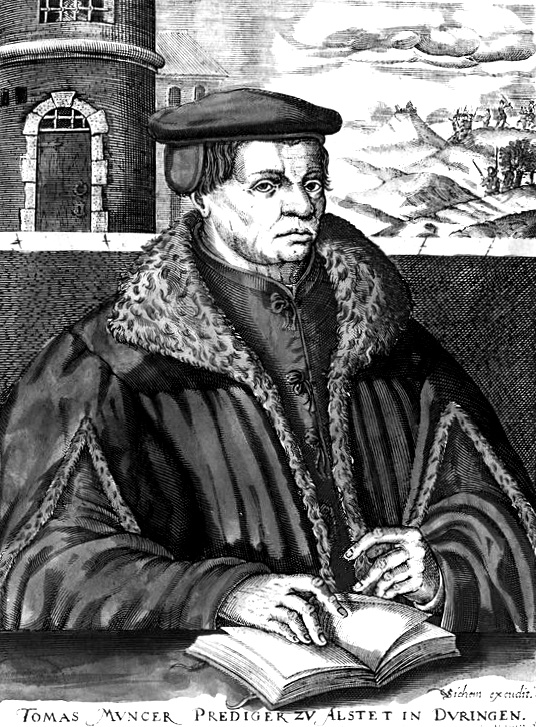
Portrait (non authentifié) de Thomas Müntzer par Christoffel Van Sichem (1608).

### Martin Luther
Même si les points de vue de la Réforme sont une justification essentielle pour les paysans insurgés, Martin Luther prend clairement ses distances vis-à-vis de la guerre des Paysans. Dès 1521, il insiste sur la séparation entre le domaine temporel et le domaine spirituel. Avec la réforme, il veut une transformation de l’Église et pas une « christianisation » du monde, contrairement à Savonarole. Pourtant, continuellement considéré par les autorités comme responsable des événements de la guerre des Paysans, il établit nettement, après l’assassinat de Weinsberg, ses distances par rapport aux insurgés en décembre 1524 dans sa Lettre aux princes de Saxe sur l'esprit séditieux et en janvier 1525 dans son libelle Contre les prophètes célestes : « à nouveau, les hordes de paysans, en train de tuer et de piller, […] il faut les pulvériser, les étrangler, les saigner, en secret et en public, dès qu’on le peut, comme on doit le faire avec des chiens fous ».
Après 1525, le protestantisme perd son esprit révolutionnaire et renforce les situations sociales dominantes, avec le dogme Soumettez-vous aux autorités.

### Thomas Müntzer
Ancien partisan de Luther, Thomas Müntzer est en opposition avec lui et prend position pour la libération violente des paysans. À Mühlhausen (Thuringe) où il est pasteur, il s’active en tant qu’agitateur et défenseur de l’insurrection. Il tente de mettre en place un ordre social équitable : suppression des privilèges, dissolution des ordres monastiques, abris pour les sans-logis, distribution de repas pour les pauvres. Ses efforts pour unir les différentes troupes de paysans de Thuringe n’aboutissent pourtant pas. En mai 1525, il est capturé, torturé et, finalement, exécuté,.

## Drapeau Bundshuh

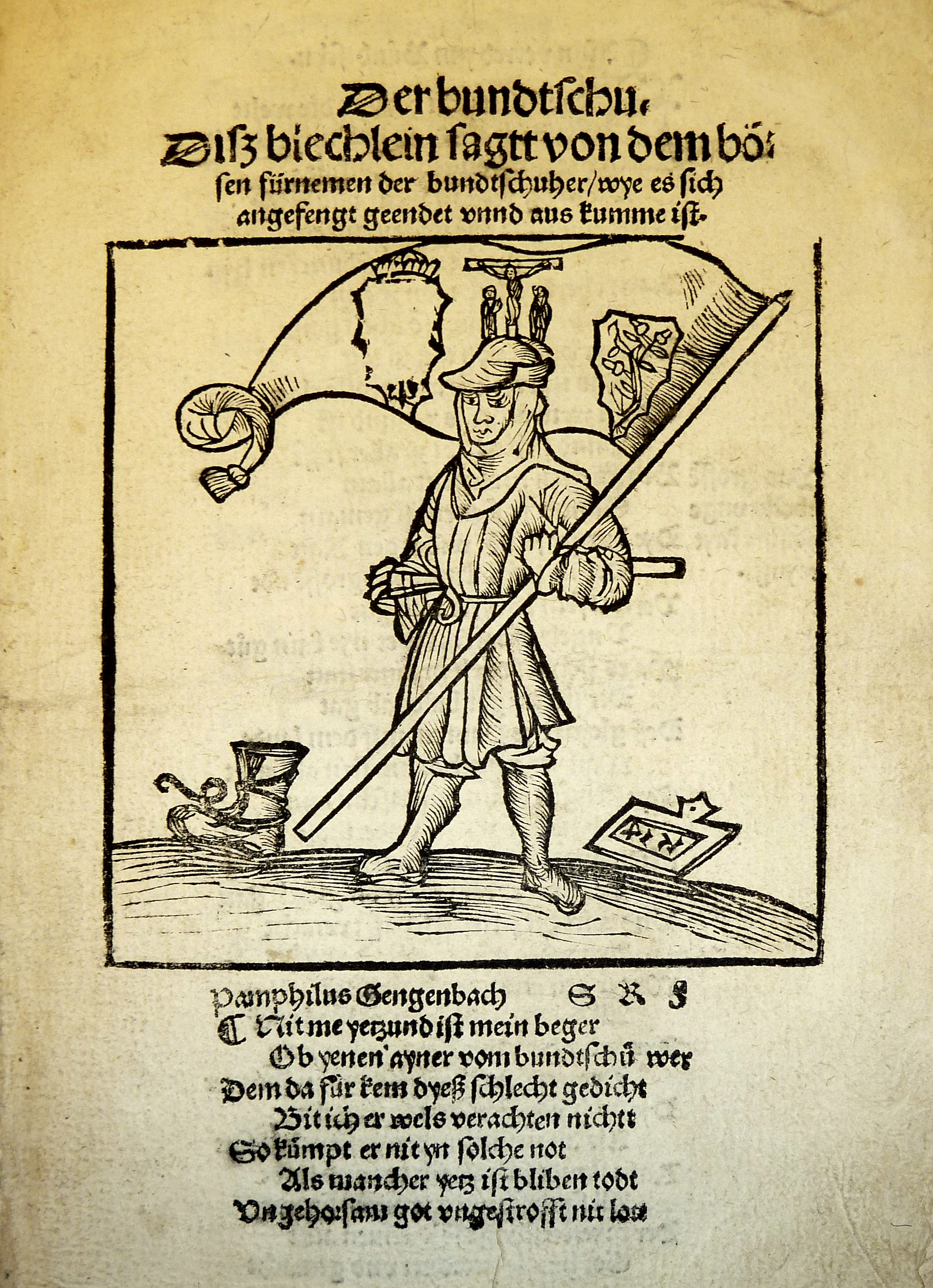
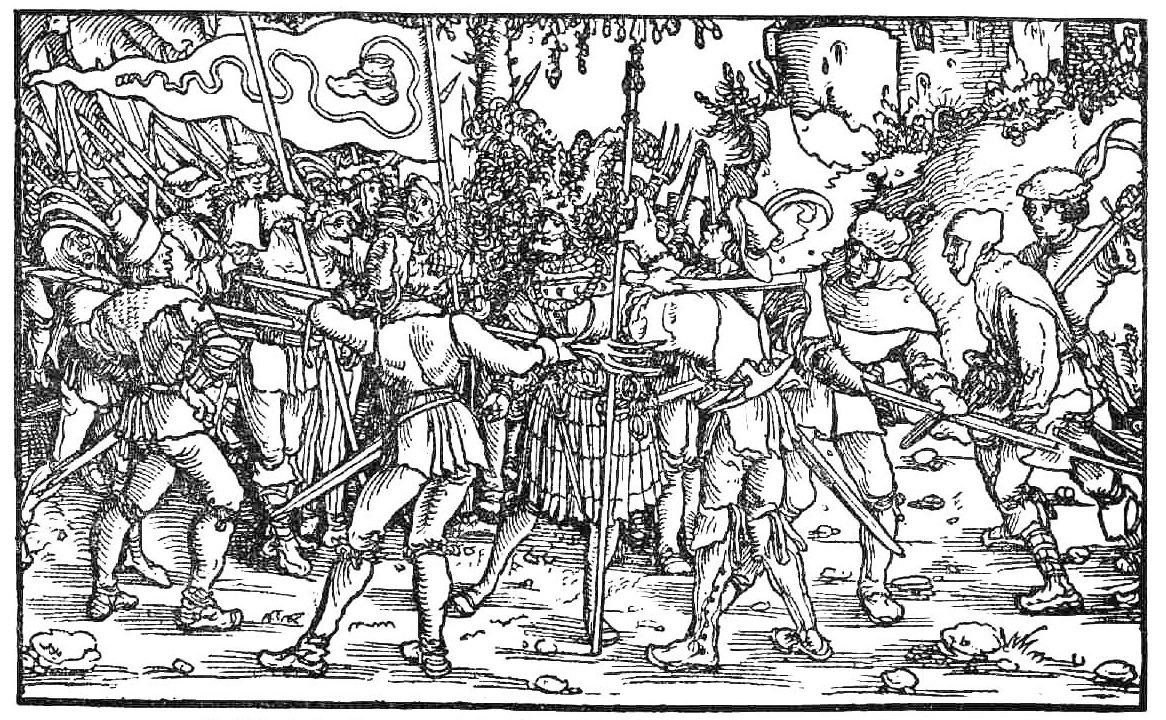
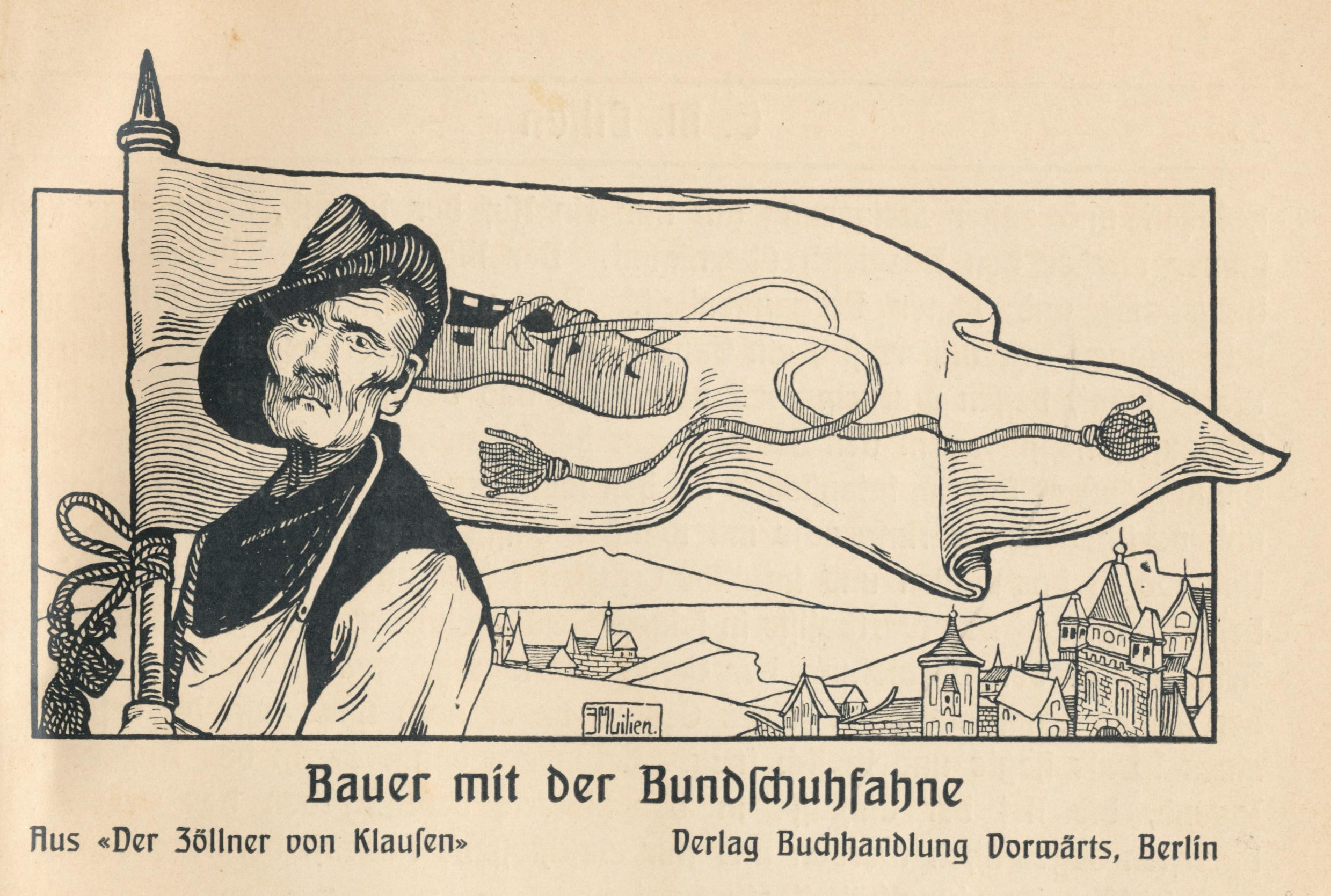

## Postérité

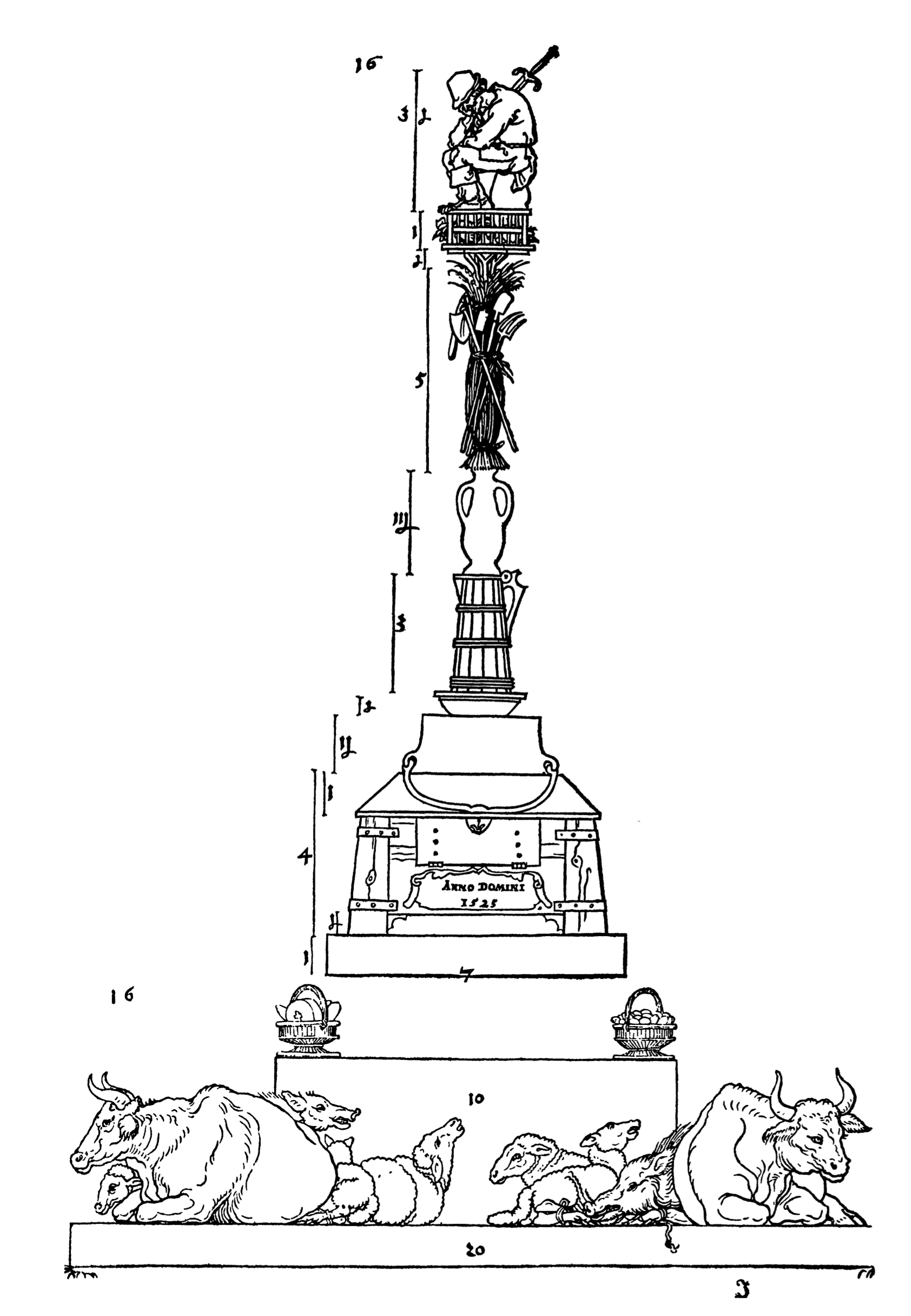
Albrecht Dürer, projet de monument aux paysans révoltés
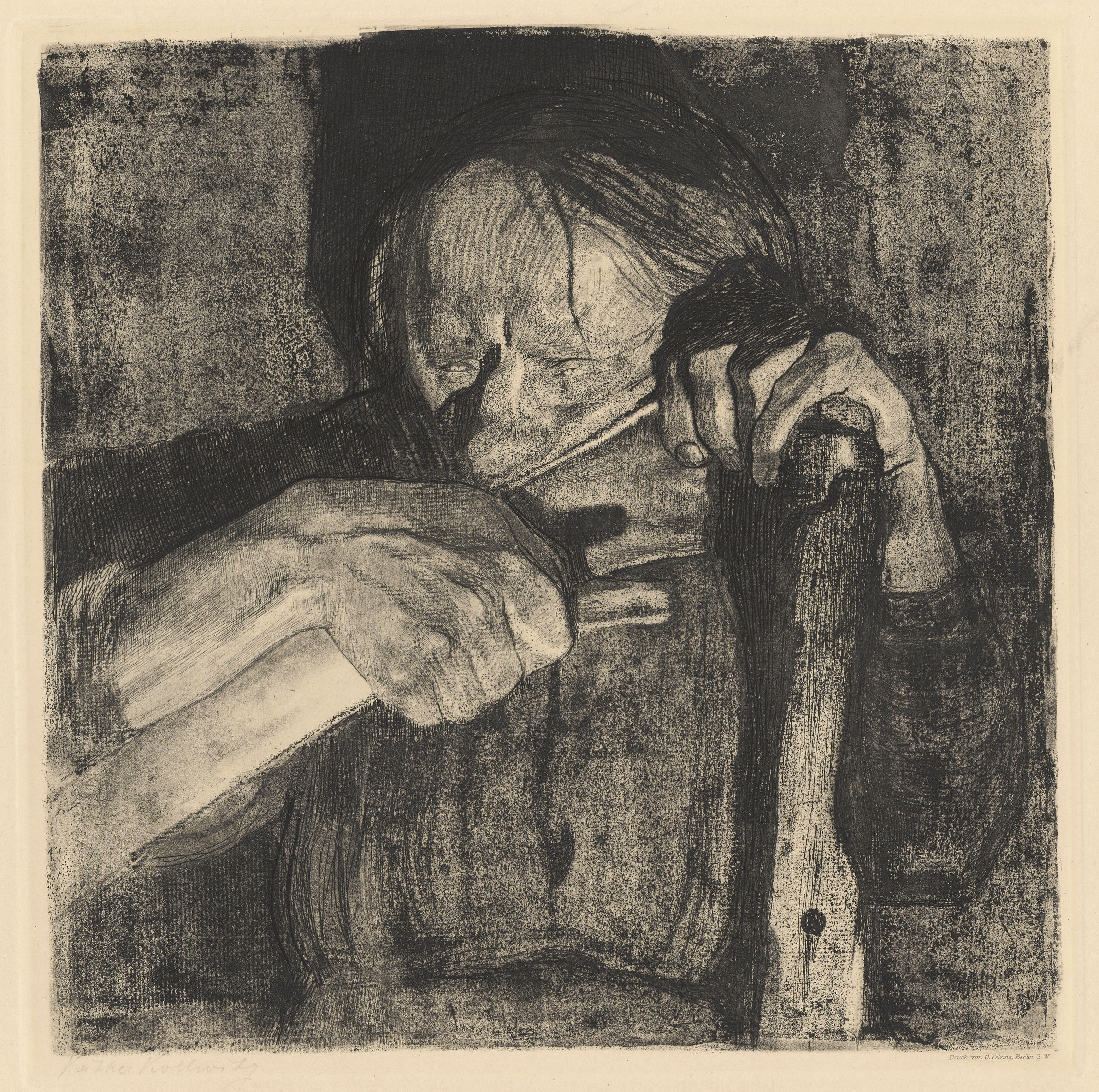
Käthe Kollwitz, Affutage de faux (1908)
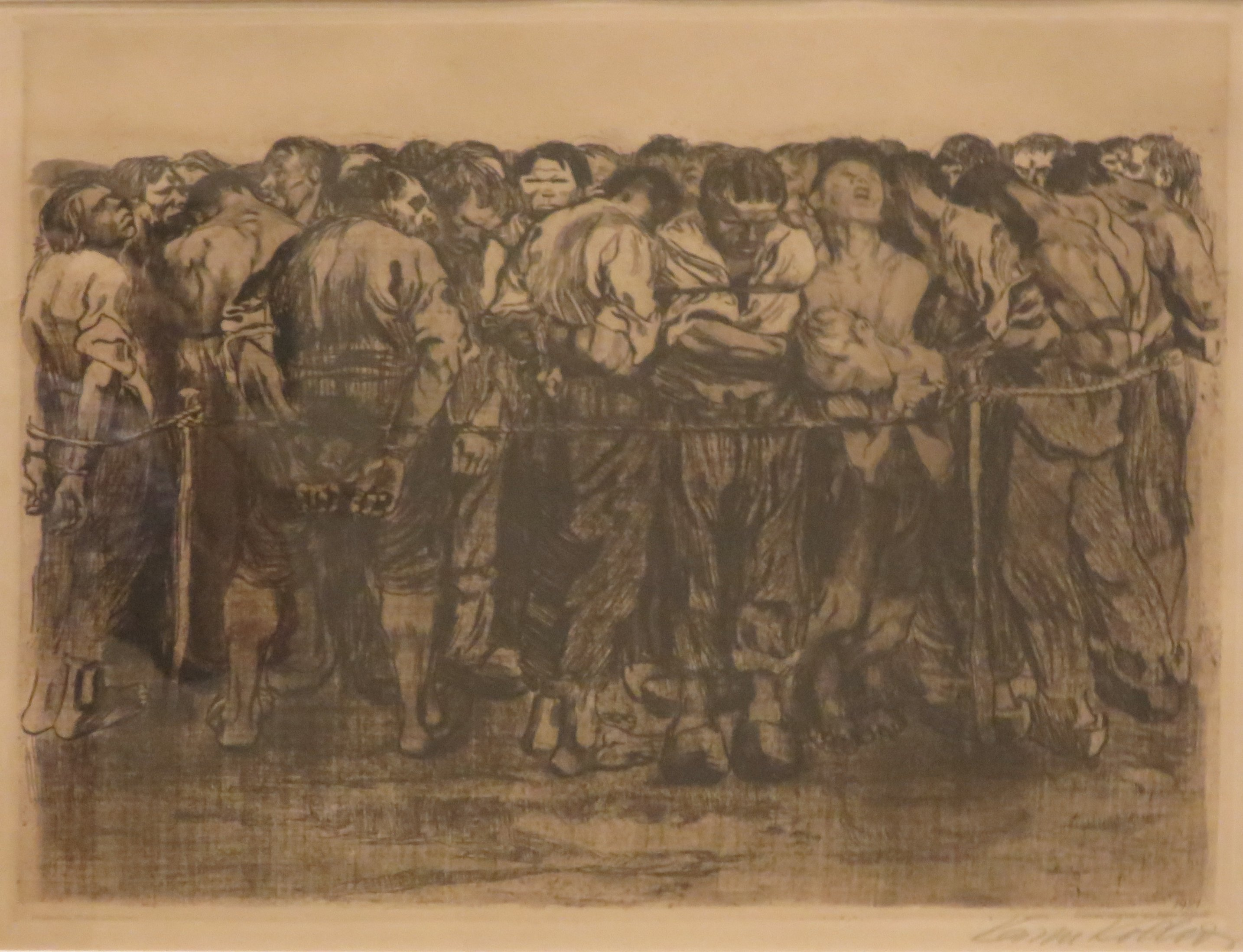
Käthe Kollwitz, Prisonniers (1908)
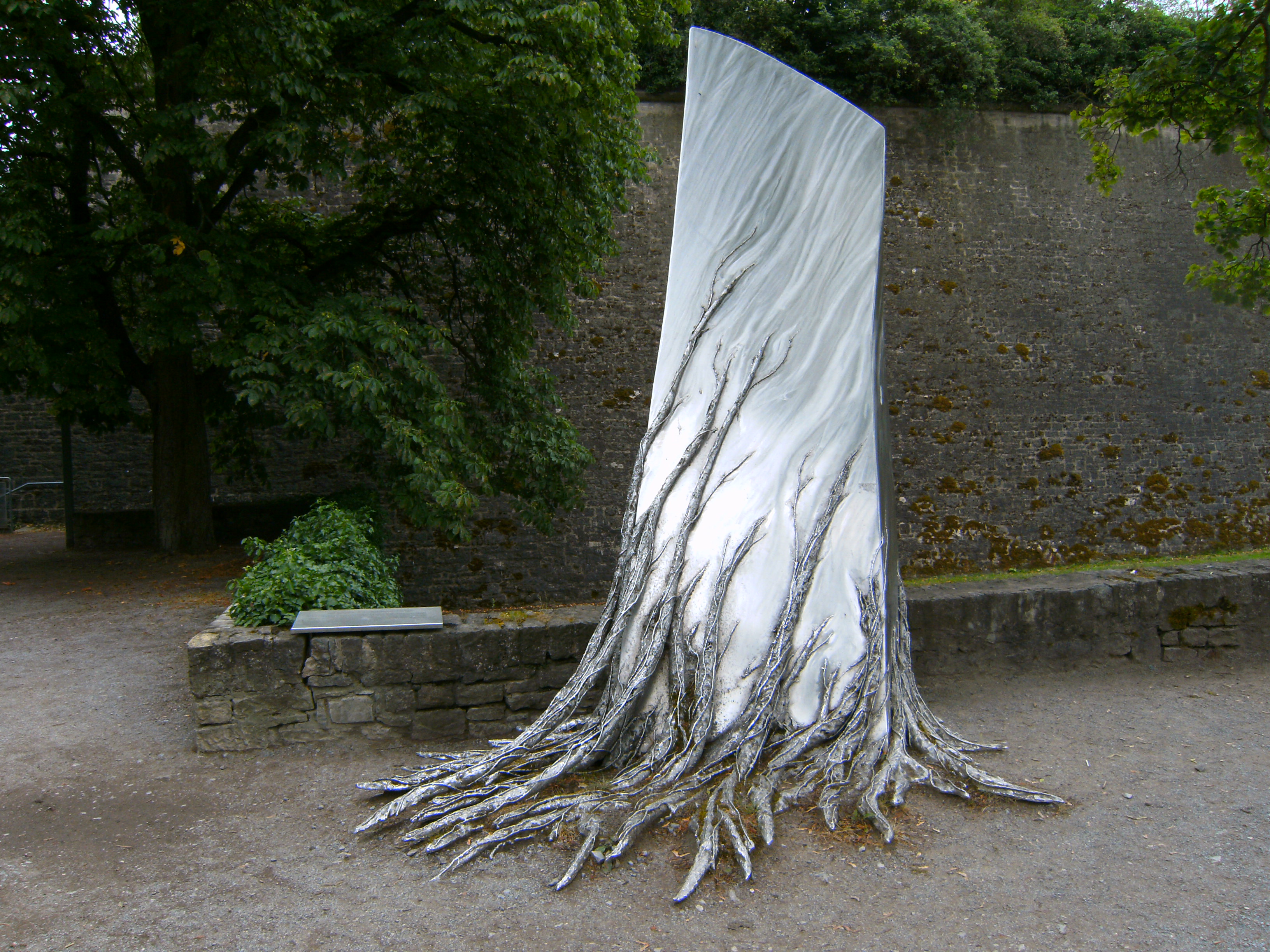
Forteresse de Marienberg, Würzburg

- En 1954, en RDA, le peintre Max Lingner réalise un tableau, « Der Grosse Deutsche Bauernkrieg », qui devait s'insérer dans un parcours d'œuvres célébrant les luttes du peuple allemand pour son émancipation[6].
- En RDA également, près de Bad Frankenhausen un musée est créé pour abriter le Panorama de la Guerre des paysans, peinture murale monumentale[7] réalisée entre 1976 et 1987 par l'artiste Werner Tübke.

### Philatélie est-allemande

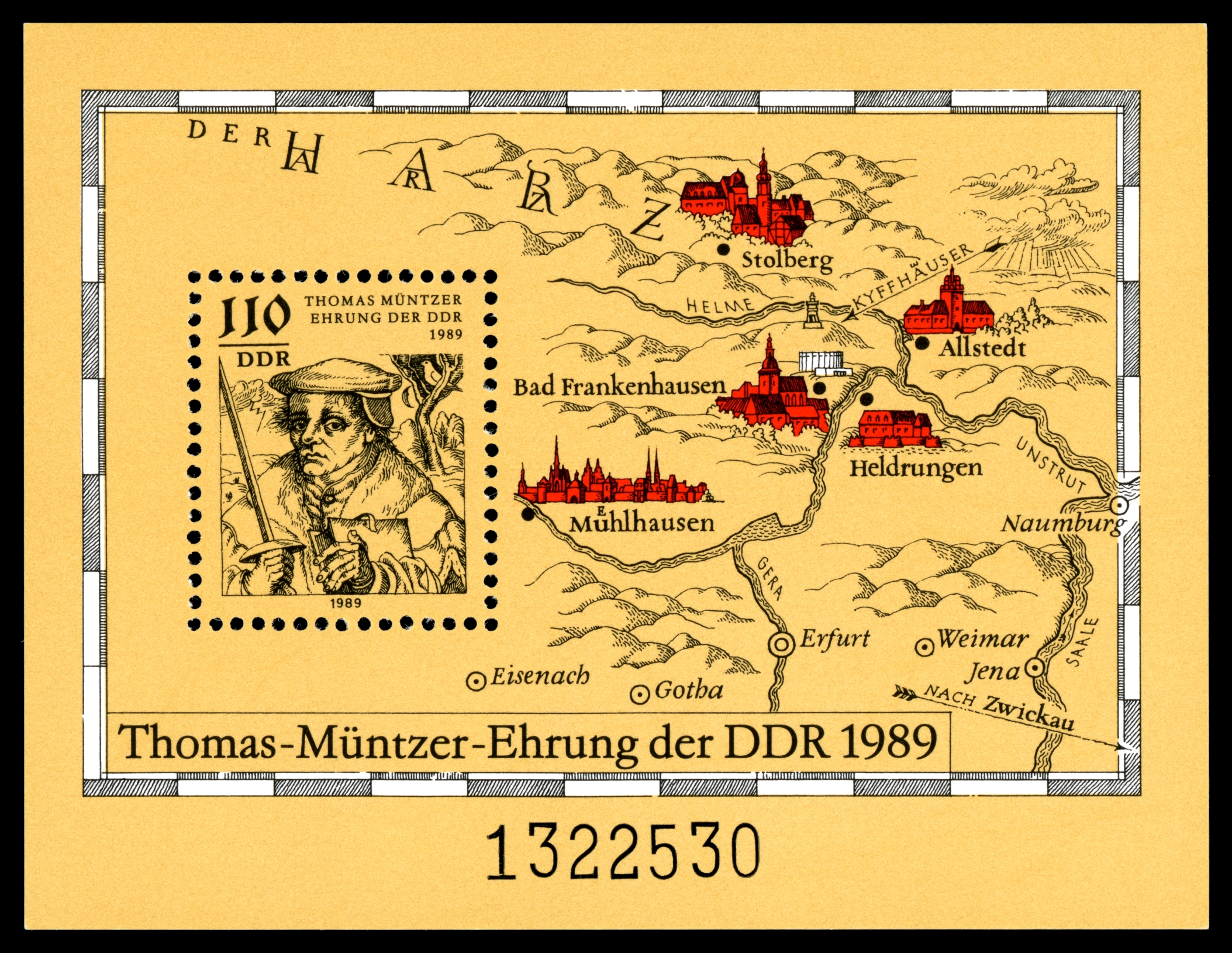
Timbre-poste de la RDA émis en 1989 (DDR)

- En 1975, la RDA émet une série présentée en un bloc de six timbres-poste à l'occasion du 450e anniversaire de ces événements[8]. Puis en 1989, à l'occasion de 500e anniversaire de la naissance de Thomas Müntzer, elle émet cinq timbres-poste et un bloc « Thomas Müntzer Erhung der DDR 1989 »[9],[10].

#### XIXesiècle
- Wilhelm Zimmermann, Der grosse deutsche Bauernkrieg, Köhler Stuttgart 1841-43, Dietz Stuttgart 1891, Dietz Berlin 1952, deb Berlin 1980, Berlin 1993  (ISBN 3-320-01829-9)
- Adam Walter Strobel, Vaterländische Geschichte des Elsasses : von der frühesten biss auf die gegenwärtige zeit, nach duellen bearbeitet, vol. 4, Schmidt und Grucker, 1844
- Leopold von Ranke, Deutsche Geschichte im Zeitalter der Reformation, 1845-1847
- Alexandre Weill, La Guerre des Paysans, Paris, Amyot, 1847, XXXVI-288 p.
- Marie-Théodore Renouard de Bussierre, Histoire de la guerre des Paysans, deux tomes, Plancy, 1852
- Heinrich Schreiber, Der deutsche bauernkrieg; gleichzeitige urkunden… 1524-1525, trois volumes, Fribourg, Franz Xaver Wangler éditeur, 1863, 184 p.
- Franz Ludwig von Baumann, Quellen zur Geschichte des Bauernkriegs in Oberschwaben, Literarischer Verein, Stuttgart, 1876
- Franz Ludwig von Baumann, Akten zur Geschichte des deutschen Bauernkrieges aus Oberschwaben, Herder, Freiburg 1877
- Hans Virck, Otto Winckelmann, Politische Correspondanz der Stadt Strassburg im Zeitaler der Reformation, Bd. 1: 1517-1530 (Urkunden und Akten der Stadt Strassburg, 2 Abt.), De Gruyter, Strasbourg, 1882
- Karl Hartfelder, Zur Geschichte des Bauernkriegs in Südwestdeutschland, Stuttgart, J.G. Cotta, 1884, 475 p.

#### XXeetXXIesiècles

##### En allemand
- Günther Franz, Der deutsche Bauernkrieg, Munich, 1931 (Munich, 1935, Darmstadt, 1956, 1980).  (ISBN 978-3-534-03424-6)
- Günther Franz, Deutsches Bauerntum (édition de sources), Weimar, 1939/1940.
- Günther Franz, Der Dreißigjährige Krieg und das deutsche Volk. Untersuchungen zur Bevölkerungs- und Agrargeschichte, Jena, 1940 (Stuttgart, 1979).  (ISBN 978-3-437-50233-0)
- Günther Franz, Quellen zur Geschichte des Bauernkrieges, Munich, 1963
- Günther Franz, Quellen zur Geschichte des deutschen Bauernstandes im Mittelalter, Darmstadt, 1967
- Peter Blickle, Die Revolution von 1525, Munich, Oldenbourg, 1975
- Hans Ulrich Wehler (dir.), Der deutsche Bauernkrieg (1524-1526), Geschichte und Gesellschaft, Sonderheft, 1. Göttingen: Vandenhoeck & Ruprecht; 1975
- Rainer Wohlfeil, Der Bauernkrieg (1524-1526), Munich, Nymphenburger Verlaghandlung, 1975
- Günther Franz, Deutsches Bauerntum im Mittelalter (recueil de textes), Darmstadt 1976  (ISBN 978-3-534-06405-2)
- Peter Blickle, Horst Buszello, Rudolf Enders, Der deutsche Bauernkrieg, Paderborn, 1977 (rééd. 1984)
- Fridolin Dörrer, Die Bauernkriege und Michael Gaismair, Tiroler Landesarchiv, 1982, 349 p.
- Horst Buszello u. a. (Hrsg), Der deutsche Bauenrkrieg, Paderbronn u. a. 1995, 3. Auflage  (ISBN 3-8252-1275-0)
- Peter Blickle, Der Bauernkrieg. Die Revolution des Gemeinen Mannes, C.H. Beck, 1998  (ISBN 3-406-43313-8)
- Thomas Adam, Joß Fritz - das verborgene Feuer der Revolution. Bundschuhbewegung und Bauernkrieg am Oberrhein im frühen 16 Jahrhundert, Ubstadt-Weihe, 2001, 287 p.
- Peter Fischer, Die gemeine Gesellschaft der Bergwerke: Bergbau und Bergleute im Tiroler Montanrevier Schwaz zur Zeit des Bauernkrieges, Scripta-Mercaturae-Verlag, 2001, 435 p.
- Peter Blickle, Thomas Adam, Bundschuh: Untergrombach 1502, Das Unruhige Reich Und Die Revolutionierbarkeit Europas, Stuttgart, Franz Steiner, 2004, 297 p.
- Peter Blickle, Die Revolution von 1525, Munich, 2004, Auflage (ISBN 3-486-44264-3)
- Benjamin Heidenreich, Ein Ereignis ohne Namen? Zu den Vorstellungen des „Bauernkriegs“ von 1525 in den Schriften der „Aufständischen“ und in der zeitgenössischen Geschichtsschreibung, De Gruyter, Oldenbourg, Berlin.

##### En français
- Elly Janisch, Florian Geyer – Chevalier et chef de paysans, Éditions de la jeunesse, 1932 (rééd. Éditions ACE, 2021 (ISBN 978-2-914157-28-5))
- Alphonse Wollbrett, La Guerre des Paysans. 1525. Études et documents réunis par Alphonse Wollbrett, Études Alsatiques, Société d'Histoire et d'Archéologie de Saverne et Environs, n° supplémentaire 93, 1975, 143 p.
- Gauthier Heumann, La Guerre des Paysans en Alsace et Moselle, Paris, Éditions sociales, coll. « Problèmes-Histoire », no 5, 1975, 254 p.
- Charles Serfass, La Tourmente, 1525 : la Réforme et la guerre des paysans, incidences en Alsace bossue, Drulingen, Éd. Scheuer, 2007, 300 p.
- Georges Bischoff, La Guerre des paysans : l'Alsace et la révolution du Bundschuh, 1493-1525, La Nuée bleue, 2010 (ISBN 978-2-7165-0755-4)
- Annick Sibué, « Dérives religieuses et guerre des Paysans », in Luther et la Réforme protestante, Paris, Eyrolles, 2011, p. 147-152.  (ISBN 978-2-212-54859-4)
- Paul Christophe Abel, La guerre des Paysans en Lorraine, ses suites en Alsace et dans la proche Rhénanie, Metz, Éditions Les Paraiges, collection Terre d'Entre-Deux, 2025.

#### Bandes dessinées
- Gérard Mordillat (récit) et Éric Liberge (dessin), La Guerre des Paysans (1525), Paris, Futuropolis, 2022, 116 p. (ISBN 978-2-754-830-416, présentation en ligne).

#### Essais
- Friedrich Engels, Der deutsche Bauernkrieg, Hamburg, 1850, Marx-Engels-Werke Bd.7, Dietz Berlin 1960  (ISBN 3-320-00291-0) (rééd., Éric Vuillard (préf.), Émile Bottigelli (trad.), Rachel Renault (intr. et prés.), La Guerre des Paysans, Éditions Sociales, 2021, 220 p.)
- Maurice Pianzola, Thomas Munzer ou La Guerre des Paysans (Paris, Club français du livre, 1958 ; Ludd, 1997 - avec une préface de Raoul Vaneigem ; Genève, Héros-Limite, 2015, 272 p.)
- Maurice Pianzola, Peintres et vilains : les Artistes de la Renaissance et la grande guerre des Paysans de 1525, 1958 (rééd. Éditions Cercle D'Art, Paris, 1962, 133 p. ; Les presses du réel, 1993 ; L'Insomniaque, 2015, 153 p.)
- Maurice Pianzola, Les Métamorphoses de l'humanité. 1500 1700. Les Renaissances et les Révoltes. Le tTemps des rois, Éditions Planète, 1966, 253 p.
- Claude Mettra, Le Grand Printemps des gueux. Chroniques de l'an 1525, Éditions André Balland, 1969, 189 p.
- Thomas T. Müller, « The German Peasants’ War (1524–5). Facts, Reception History and New Approaches », dans Gianmarco Braghi et Davide Dainese (éds.), War and Peace in the Religious Conflicts of the Long Sixteenth Century, Academic Studies, n° 89, Vandenhoeck & Ruprecht, Brill Deutschland, 2023, p. 117-140.

#### Littérature
- Sonia Pelletier-Gautier, Au nom de Luther, Éditions du Cerf, coll. « Roman », 2017, 368 p.
- Éric Vuillard, La Guerre des pauvres, Actes Sud, coll. « Un endroit où aller », 2019, 68 p.
- Antoine Beck, Le Soulier lacé. La Terre qui saigne. Les Conjurés du Bundschuh, Alsace, 1493, Do Bentzinger, 2008, 312 p.
- Paul Christophe Abel, Vénus en révolution, Le Verger éditeur, Barr 2014, 400 p.

#### Théâtre
- Le Diable et le Bon Dieu, pièce de Jean-Paul Sartre (1951)